# バレンシアグランプリ
バレンシアグランプリ（バレンシアGP、Valencian Community Grand Prix ）はロードレース世界選手権の一戦としてスペイン・バレンシア州のリカルド・トルモ・サーキットで開催されるオートバイレースのイベントである。

## 概要
スペイン国内で開催されるグランプリであるが、既にスペイングランプリが存在しているため1カ国1グランプリの原則に則り、開催地の名称を採ってバレンシアグランプリと称する。2002年以降は、シリーズ最終戦としての開催が定着している。なお、スペインではカタルーニャ州のカタロニア・サーキットでカタルーニャグランプリ、アラゴン州のモーターランド・アラゴンでアラゴングランプリも開催されている。

## 歴代優勝者
| 年   | サーキット | 125cc                              | 250cc                              | 500cc                              | 結果                               |
| ---- | ---------- | ---------------------------------- | ---------------------------------- | ---------------------------------- | ---------------------------------- |
| 1999 | バレンシア | ジャンルイジ・スカルビーニ         | 宇川徹                             | レジス・ラコーニ                   | 詳細                               |
| 2000 | バレンシア | ロベルト・ロカテリ                 | 中野真矢                           | ギャリー・マッコイ                 | 詳細                               |
| 2001 | バレンシア | マヌエル・ポジャーリ               | 加藤大治郎                         | セテ・ジベルナウ                   | 詳細                               |
| 年   | サーキット | 125cc                              | 250cc                              | MotoGP                             | 結果                               |
| 2002 | バレンシア | ダニ・ペドロサ                     | マルコ・メランドリ                 | アレックス・バロス                 | 詳細                               |
| 2003 | バレンシア | ケーシー・ストーナー               | ランディ・ド・プニエ               | バレンティーノ・ロッシ             | 詳細                               |
| 2004 | バレンシア | エクトル・バルベラ                 | ダニ・ペドロサ                     | バレンティーノ・ロッシ             | 詳細                               |
| 2005 | バレンシア | ミカ・カリオ                       | ダニ・ペドロサ                     | マルコ・メランドリ                 | 詳細                               |
| 2006 | バレンシア | エクトル・ファウベル               | アレックス・デ・アンジェリス       | トロイ・ベイリス                   | 詳細                               |
| 2007 | バレンシア | エクトル・ファウベル               | ミカ・カリオ                       | ダニ・ペドロサ                     | 詳細                               |
| 2008 | バレンシア | シモーネ・コルシ                   | マルコ・シモンチェリ               | ケーシー・ストーナー               | 詳細                               |
| 2009 | バレンシア | フリアン・シモン                   | エクトル・バルベラ                 | ダニ・ペドロサ                     | 詳細                               |
| 年   | サーキット | 125cc                              | Moto2                              | MotoGP                             | 結果                               |
| 2010 | バレンシア | ブラッドリー・スミス               | カレル・アブラハム                 | ホルヘ・ロレンソ                   | 詳細                               |
| 2011 | バレンシア | マーベリック・ビニャーレス         | ミケーレ・ピロ                     | ケーシー・ストーナー               | 詳細                               |
| 年   | サーキット | Moto3                              | Moto2                              | MotoGP                             | 結果                               |
| 2012 | バレンシア | ダニー・ケント                     | マルク・マルケス                   | ダニ・ペドロサ                     | 詳細                               |
| 2013 | バレンシア | マーベリック・ビニャーレス         | マルク・マルケス                   | ダニ・ペドロサ                     | 詳細                               |
| 2014 | バレンシア | ジャック・ミラー                   | ニコラス・テロル                   | マルク・マルケス                   | 詳細                               |
| 2015 | バレンシア | ミゲル・オリベイラ                 | エステベ・ラバト                   | ホルヘ・ロレンソ                   | 詳細                               |
| 2016 | バレンシア | ブラッド・ビンダー                 | ヨハン・ザルコ                     | ホルヘ・ロレンソ                   | 詳細                               |
| 2017 | バレンシア | ホルヘ・マルティン                 | ミゲル・オリベイラ                 | ダニ・ペドロサ                     | 詳細                               |
| 2018 | バレンシア | ジャン・オンジュ                   | ミゲル・オリベイラ                 | アンドレア・ドヴィツィオーゾ       | 詳細                               |
| 2021 | バレンシア | チャビエル・アルティガス           | ラウル・フェルナンデス             | フランチェスコ・バニャイア         | 詳細                               |
| 2022 | バレンシア | イサン・ゲバラ                     | ペドロ・アコスタ                   | アレックス・リンス                 | 詳細                               |
| 2023 | バレンシア | 佐々木歩夢                         | フェルミン・アルデゲル             | フランチェスコ・バニャイア         | 詳細                               |
| 2024 | バレンシア | 豪雨・洪水被害の発生により開催中止 | 豪雨・洪水被害の発生により開催中止 | 豪雨・洪水被害の発生により開催中止 | 豪雨・洪水被害の発生により開催中止 |

| 年   | サーキット | MotoE                                              | MotoE                                              | Moto3                | Moto2              | MotoGP               | 結果 |
| 年   | サーキット | Race 1                                             | Race 2                                             | Moto3                | Moto2              | MotoGP               | 結果 |
| ---- | ---------- | -------------------------------------------------- | -------------------------------------------------- | -------------------- | ------------------ | -------------------- | ---- |
| 2019 | バレンシア | エリック・グラナド                                 | エリック・グラナド                                 | セルジオ・ガルシア   | ブラッド・ビンダー | マルク・マルケス     | 詳細 |
| 2020 | バレンシア | 新型コロナウイルス感染症の世界的流行のため開催中止 | 新型コロナウイルス感染症の世界的流行のため開催中止 | トニー・アルボリーノ | ホルヘ・マルティン | フランコ・モルビデリ | 詳細 |